# Elaphria poliotis
Elaphria poliotis là một loài bướm đêm trong họ Noctuidae.